# فرانسيسكو سيروندولو
فرانسيسكو سيروندولو (مواليد 13 أغسطس 1998) هو لاعب تنس محترف أرجنتيني، أعلى تصنيف له في الفردي كان ال47 في أبريل 2022.

## روابط خارجية
- فرانسيسكو سيروندولو على موقع رابطة محترفي التنس (الإنجليزية)
- فرانسيسكو سيروندولو على موقع الاتحاد الدولي لكرة المضرب (الإنجليزية)
- فرانسيسكو سيروندولو على موقع كأس ديفيز (الإنجليزية)
- فرانسيسكو سيروندولو على موقع خلاصة التنس.كوم (الإنجليزية)
- فرانسيسكو سيروندولو على موقع اللجنة الأولمبية الدولية (الإنجليزية)
- فرانسيسكو سيروندولو على موقع أوليمبيديا (الإنجليزية)
- فرانسيسكو سيروندولو على موقع اللجنة الأولمبية الأرجنتينية (الإسبانية)